# China Shipbuilding Industry Corporation
Die China Shipbuilding Industry Corporation (CSIC) ist ein chinesisches Unternehmen mit Firmensitz in Peking.
Das Unternehmen ist im Schiffbau und als Rüstungshersteller tätig. Gegründet wurde das Unternehmen 1999 infolge der Neustrukturierung der staatlichen Unternehmen im chinesischen Rüstungssektor.
Hauptkonkurrent in China ist das chinesische, staatliche Unternehmen China State Shipbuilding Corporation (CSSC).